# David Davies (Künstler)

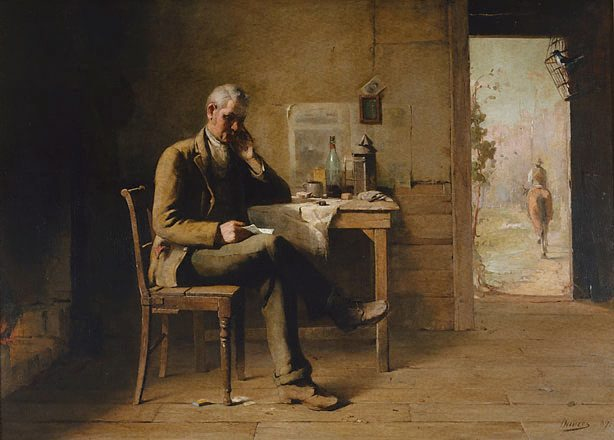
From a Distant Land, 1889, Öl auf Leinwand, 80,9 × 115,6 cm, Art Gallery of New South Wales

David Davies (* 21. Mai 1864 in Ballarat; † 26. März 1939 in Looe) war ein australischer Maler der Heidelberg School, der ersten bedeutenden Bewegung westlicher Kunst in Australien.

## Leben
Davies wurde in Victoria als Kind walisischer Eltern geboren. Er war eines von sechs Kindern.
Davies besuchte den Kunstunterricht der Ballarat School of Mines and Industries (heute University of Ballarat). Später wurde eines seiner Gemälde, The Burden and Heat of the Day, von der Ballarat Fine Art Gallery gekauft. 1886 schrieb er sich bei Frederick McCubbin an der National Gallery of Victoria ein. Eine seiner studentischen Arbeiten aus der Zeit ist Study of Male Nude (1887). In den folgenden Jahren studierte er bei George Frederick Folingsby.
1890 verließ der Künstler Australien, um in Paris bei Jean-Paul Laurens zu studieren. Am 18. Dezember 1891 heiratete er seine Kommilitonin Janet Sophia Davies in der Britischen Botschaft. Kurz nach der Hochzeit zog das Paar nach St Ives, England. 1893 kehrten sie nach Australien zurück und ließen sich in Templestowe, Victoria, nieder. Dort bekam das Paar eine Tochter, die jedoch wenige Monate nach der Geburt starb. 1896, kurz nach der Geburt einer weiteren Tochter, zog die Familie nach Cheltenham, Victoria.
1897 kehrten sie nach England zurück und ließen sich in St Ives nieder. Nach der Geburt eines Sohnes im Januar 1900 zog die Familie mehrmals entlang der Küste um, nach Carbis Bay, dann nach Newquay und Tintagel, schließlich nach Wales.
Vermutlich in einem Versuch, seine Gesundheit zu verbessern, zog er 1908 mit der Familie nach Dieppe, Frankreich. Seine Frau Janet unterrichtete dort Englisch an einer Mädchenschule. Nach dem Ausbruch des Ersten Weltkriegs lebten sie in London, ließen sich danach jedoch wieder in Dieppe nieder. Von Zeit zu Zeit verließ Davies Dieppe, um mit seinem Freund und Sponsor Richard Heyworth in der Nähe von Cheltenham und besonders in Heyworths Atelier in Sennybridge in den Brecon Beacons in Wales zu malen. Seine Gemälde aus der Zeit zeigten hauptsächlich französische Dörfer und Landschaften.
Im Mai 1926 hielt Davies eine sehr erfolgreiche Einzelausstellung in Melbourne ab. 1932 ließ sich Davies mit seiner Familie in Looe nieder. Eine große Ausstellung seiner Arbeit wurde in der Plymouth City Art Gallery gezeigt.